# Chlosyne acastus
Espèce
Chlosyne acastus est une espèce de lépidoptères de la famille des Nymphalidae, de la sous-famille des Nymphalinae et du genre Chlosyne.

## Dénomination
Chlosyne acastus a été nommée par William Henry Edwards en 1874.
Synonymes : Melitaea acastus Edwards, 1874; Lemonias acastus ; Dyar, 1903.

### Sous-espèces
- Chlosyne acastus neumoegeni (Skinner, 1895)
- Chlosyne acastus sabina (Wright, 1905)[1].

### Noms vernaculaires
Chlosyne acastus se nomme en anglais Sagebrush Checkerspot et la sous-espèce Chlosyne acastus neumoegeni  se nomme Desert Checkerspot.

## Description
Chlosyne acastus est un papillon orange de taille moyenne. Son envergure varie entre 39 et 57 mm
Le dessus présente des lignes de damiers orange entourés de marron avec sur le bord des chevrons blancs.
Le revers des antérieures est orange bordé d'une ligne marron, d'une bande orange et d'une bande de chevrons blancs alors que les postérieures sont à damiers blancs limités de marron avec une bordure et quelques damiers orange.

### Chenille
La chenille est noire, ornée de points crème, de croissants orange et d'épines de couleur noire.

## Biologie

### Période de vol et hivernation
L'imago vole de mai à début septembre au Canada.
Chlosyne acastus hiberne au troisième ou au quatrième stade de la chenille.

### Plantes hôtes
Les plantes hôtes de la chenille sont Chrysothamnus viscidiflorus, Acamptopappus sphaerocephalus, Pyrrocoma crocea et des Machaeranthera, dont Machaeranthera tortifolia,.

## Écologie et distribution
Il est présent dans tout l'ouest de l'Amérique du Nord, au Canada dans le sud de l'Alberta et de la Saskatchewan et aux USA surtout dans l’Utah, le Nevada, le Montana, l'Arizona et la Californie,.

### Biotope
Il est souvent présent dans les canyons secs.

### Protection
Pas de statut de protection particulier.